# Ernst August Weidenhielm
Ernst August Weidenhielm, född den 2 september 1808 på Hägerum (fideikommiss inom ätten), Kristdala socken, Kalmar län, död den 17 oktober 1894 i Stockholm, var en svensk ämbetsman.
Weidenhielm blev 1823 student vid Lunds universitet, avlade 1828 examen till rättegångsverken, blev 1844 assessor och 1858 hovrättsråd i Göta hovrätt samt var 1863–1873 landshövding i Västernorrlands län och ordförande i länets hushållningssällskap.
Weidenhielm var en verbal motståndare till införandet av tvåkammarriksdagen år 1866 och i debatten var han en ivrig försvarare av den gamla ståndsriksdagen. Tvåkammarriksdagen etablerades formellt den 22 juni 1866. 
Han är begraven på Norra begravningsplatsen utanför Stockholm. Han var bror till Oscar Weidenhielm samt far till Carl Herman och Christer Weidenhielm. En dotter var gift med Robert von Hedenberg och en annan med Lars Berg.